# Tales of Poe
Pour plus de détails, voir Fiche technique et Distribution.
Tales of Poe est un film à sketches américain réalisé par les cinéastes indépendants Bart Mastronardi et Alan Rowe Kelly, sorti en 2014. En février 2019, le film a rapporté plus de 5000 $ grâce aux ventes vidéo.

## Synopsis
Basé sur les œuvres classiques d’Edgar Allan Poe, Tales of Poe est une série de trois histoires effrayantes adaptées à l’écran et basées sur Le Cœur révélateur, La Barrique d'amontillado et l’un de ses poèmes les plus obscurs, Dreams.
Bart Mastronardi a écrit et réalisé son film primé Le Cœur révélateur, mettant en vedette la star de l’horreur Debbie Rochon. Il y change le genre des personnages de l’histoire originale qui deviennent féminins dans cette histoire macabre qui se déroule dans un asile psychiatrique.
Alan Rowe Kelly a écrit, réalisé et joué dans une adaptation modernisée de La Barrique d'amontillado avec comme co-stars Randy Jones et Brewster McCall. Il s’agit d’un triangle amoureux qui tourne mal dans un film de meurtre, de tromperie et de vengeance, de style Giallo.
Le troisième conte, Dreams, est réalisé par Bart Mastronardi à partir d’un scénario original de Michael Varrati. Dreams se concentre sur le voyage surréaliste d’une jeune femme (Bette Cassatt) coincée entre la vie et de la mort sur son lit d’hôpital.
Les autres acteurs clés de Tales of Poe sont Adrienne King, Amy Steel, Caroline Williams, Andrew Glaszek, Jerry Murdock, Susan Adriensen, Zoë Daelman Chlanda, Cartier Williams, Douglas Rowan, Amy Lynn Best, Carl Burrows, Haley Turner, Lesleh Donaldson, Desiree Gould, Joe Quick, David Marancik, Mike Watt, Tom Lanier et Michael Varrati.

## Distribution
- Amy Steel : la Mère des rêves / la narratrice poétique
- Adrienne King : la reine des rêves / l’infirmière privée
- Caroline Williams : l’ange des rêves
- Randy Jones : Fortunato Montresor
- Desiree Gould : l’infirmière Malliard
- Alan Rowe Kelly : Peggy Lamar / Gogo Montresor
- Lesleh Donaldson : Evelyn Dyck / la femme en noir
- Brian Dorton : invité au mariage[2].
- Debbie Rochon : la narratrice
- Brewster McCall : Marco Lechresi / le Démon des rêves
- Joe Zaso : le fossoyeur
- Michael Varrati : le docteur Tarr
- Susan Adriensen : Morella
- Carl Burrows : l’escorte de Sarah
- Harry Dugan : Patient 1
- Andrew Glaszek : Professeur Fether
- Douglas Rowan : Tyler
- Haley Turner : la belle fille sur la table d’opération
- Bette Cassatt : la rêveuse
- Zoë Daelman Chlanda : Sarah Whitman
- Colin Cunliffe : le prétendant[3]

## Récompenses
- Au Festival du film d’horreur Buffalo Screams 2011, Le Cœur révélateur est primé par :
  - Meilleure actrice pour Debbie Rochon ;
  - Meilleur court métrage pour Bart Mastronardi ;
  - Meilleur montage pour Alan Rowe Kelly.

Au Macabre Faire Film Festival 2012, Le Cœur révélateur est primé par :
- - Meilleure actrice pour Debbie Rochon ;
  - Meilleur acteur pour Alan Rowe Kelly ;
  - Choix du public pour Bart Mastronardi.

## Versions
Le film est sorti en DVD et HD DVD le 11 octobre 2016.